# Néfertari Bélizaire
Pour les articles homonymes, voir Bélizaire.
Néfertari Bélizaire (née le 9 août 1962, et morte le 19 février 2017) est une actrice québécoise née en Haïti.

## Biographie
Née en Haïti en 1962, Néfertari Bélizaire vit sa petite enfance à New York, où elle habite jusqu’à l’âge de sept ans. il s’est ensuivi un bref passage en Haïti, puis une immigration au Québec, où elle vit à Thetford Mines, Lévis et Québec, avant d’aller faire des études en interprétation à l’École de théâtre du cégep de Saint-Hyacinthe. Dès sa sortie, elle a pu interpréter des rôles importants au théâtre dans plusieurs productions, entre autres, Andromaque, Les Sorcières de Salem, Iphigénie, Le Chapeau de plomb, Le Marchand de Venise et, en 2014, Les Innocentes. Elle a foulé les scènes de la NCT, du Théâtre Jean-Duceppe, du Théâtre du Nouveau Monde et du Théâtre du Rideau Vert, pour ne nommer que ceux-là. On a aussi pu la voir à la télévision dans L'Héritage, Watatatow et récemment dans La Galère. Elle a été nommée au Gala des masques pour la meilleure interprétation dans un rôle de soutien dans la pièce Le Chapeau de plomb, tenue en 1995-1996.
Encore toute jeune comédienne, Nefertari Bélizaire a eu le privilège de jouer dans un spectacle qui fut créé le 2 juin 1986 à l'occasion de la visite historique à Montréal de Mgr Desmond Tutu, archevêque sud-africain qui a joué un grand rôle dans la lutte contre l'apartheid et pour la libération de Nelson Mandela en 1990. Au programme de la salle Wilfrid-Pelletier de la Place des Arts ce soir-là, Nephertari Belizaire apparaissait dans le premier rôle d'une oeuvre originale de Maryse Pelletier intitulée « Blanc Noir sur Noir », mise en scène par Alain Fournier, avec une musique de Robert Léger et Michel Rivard, et la participation de Eudore Belzile, Fayolle Jean, Robert Marien et Patrice Robergeau. C'est d'ailleurs pour ce spectacle que la chanson "C'est un mur" a été créée et interprétée par Michel Rivard.  
Nefertari Bélizaire a toujours accompagné sa démarche artistique d'une préoccupation sociale. En 1997, elle effectue une recherche appliquée sur la problématique du suicide chez les jeunes adolescents et adolescentes avec les Finissants et Finissantes de l'Université du Québec à Montréal en Interprétation et en Communication.
Elle meurt le 19 février 2017, à l'hôpital Hôtel-Dieu de Québec, des suites d'une pneumonie. Elle avait 54 ans.

## Filmographie
- 1987 : Poivre et Sel (série télévisée) - Sonia
- 1988 - 1990 : L'Héritage, téléroman québécois de Victor-Lévy Beaulieu (série télévisée) - Erzulie Maurice
- 1992 : Urban Angel (série télévisée) - Woman at riot
- 1994 - 1995 : À nous deux! (série télévisée) : Marguerite Lechêne
- 1994 - 1998 : Watatatow (série télévisée) - Josée
- 1999 : Juliette Pomerleau, mini-série scénarisée par Claude Fournier d'après le roman d'Yves Beauchemin (série télévisée) - Garde Doyon
- 2001 - 2003 : Mon meilleur ennemi (série télévisée) - Josette Toussaint
- 2002 - 2003 : Music Hall (série télévisée) - Denise
- 2007 - 2013 : La Galère (série télévisée) - Mère de Claude Milonga
- 2011 : 30 vies - Chloé Saint-Jésus
- 2012 : Trauma - Mariam Batié
- 2015 : Ces gars-là - Agathe

## Théâtre
- 1995 - 1996 : Le Chapeau de plomb - Anna
- 2003 : Au bout du fil - Bémol
- 2003 : Appelez-moi... Maman ! (comment survivre à la maternité) - Une mère
- 2014 : Les Innocentes - Agathe

## Récompenses et Nominations

### Récompenses
- 1998 : Boursière du Conseil des Arts et Lettres du Québec pour la recherche en prévention du suicide chez les jeunes.
- 2005 - 2007 : Coopération Internationale - Nations unies / Projet Visage Dynamique (approche de dédramatisation auprès des enfants-soldats de Cité Soleil en Haîti

### Nominations
- 1996 : Gala des masques : Finaliste pour la  meilleure interprétation dans un rôle de soutien dans la pièce Le Chapeau de plomb
- 2016 : Finaliste de la Biennale des Cèdres prix pour une première œuvre littéraire
- 2016 : Finaliste prix Métropolis pour une première œuvre littéraire